# Vanity Teen
Vanity Teen es una revista independiente de moda masculina editada en Londres, Reino Unido y Nueva York, Estados Unidos. La revista fue fundada por el fotógrafo Toni Pérez, Victor Soria y el diseñador gráfico Miguel Saburido en 2009.
Desde 2010 a día de hoy, la publicación es dirigida por los fotógrafos Toni Pérez (Editor en Jefe) y Luis Alonso Murillo.
El contenido de la publicación se basa en trabajos de moda de artistas jóvenes y modelos emergentes de agencias de todo el mundo.

## Historia
Toni Pérez, que ya había trabajado previamente como fotógrafo en temas vinculados a la moda adolescente, contactó con Miguel Saburido al estar interesado en su trabajo como diseñador gráfico. Saburido, arrancó su carrera como diseñador cerca de los 15 años, tras lanzar su publicación auto-editada 'Bnú'. Saburido comenzó a inicios de 2008 a trabajar en la conceptualización de la primera edición de la revista Vanity Teen junto a "Toni Pérez". En el inicio de 2009, la primera edición es publicada de forma digital con las editoriales de Cesar Segarra, Marley Kate o Nagel Rivero entre otros. A nivel de colaboraciones de artistas, inauguraron la revista Andy K., Roberto Piqueras o Philippe Uter.
En los siguientes números digitales, han destacado las portadas de modelos internacionales como Cole Mohr, Francisco Lachowski o Marlon Teixeira.
No es hasta el mes de marzo de 2012, tras 3 años y 12 publicaciones digitales, que Vanity Teen anuncia su primera edición impresa, disponible a nivel mundial un mes después de su anuncio.

## Contenido
El contenido publicado en Vanity Teen es elaborado por nuevos y jóvenes talentos, así como profesionales en ámbitos como diseño de modas, ilustración, y fotografía. También destaca editoriales originales y entrevistas sobre gente joven vinculada en el mundo de la moda a nivel mundial.
Puestos a imprimirse, han optado por lo más difícil. Vanity no tiene aspecto de revista, y se constituye en una sucesión de sobres, láminas, pósteres, pequeños folletos… Hojearla es, en realidad, ir descubriendo los diferentes elementos, jugando con ellos. Ya saben todos ustedes: prima la idea de poner el acento en que las revistas son objetos.
El diseño, por otro lado, opta casi siempre por la discreción, construido sobre todo a base de pequeños módulos e iconos muy cuidados, casi de orfebrería gráfica. Sirven de guía al lector en una publicación que, en esencia, está centrada en las fotos. Es un modelo gráfico muy consistente a pesar de la variedad de formatos con que se presenta la revista y, aunque está en línea con el aspecto de otras publicaciones indies tiene su propia personalidad. Me gusta, vaya.
Desde el lanzamiento de su versión impresa, la edición digital está descontinuada, sin embargo todavía se encuentra disponible mediante sitios como Magpile y Issuu.
Junto con la nueva edición impresa, se lanzó un nuevo sitio web en el que también se publican editoriales y contenido exclusivo.

## Portadas y editoriales
Algunos modelos y personajes que han aparecido en portadas y editoriales de Vanity Teen, incluyen: Ash Stymest, Barrett Pall, Luke Worrall, Nick Hissom, RJ King, Francisco Lachowski, Cole Mohr, Marlon Teixeira, entre otros.

## Vanity Teen China
A inicios del año 2021, se anunció el lanzamiento de "Vanity Teen China, Young Attitude" orientada al mercado chino. Esta nueva revista destaca modelos y artistas emergentes de China, y ha destacado el trabajo de artistas como Aarif Lee, Lelush y Gu Jiacheng de X-Nine.